# Supaniczy
Supaniczy (biał. Супанічы; ros. Супоничи) – wieś na Białorusi, w obwodzie mohylewskim, w rejonie mohylewskim, w sielsowiecie Suchary.